# هوقل مداري
هوقل مداري (الاسم العلمي:Spermophilus adocetus) (بالإنجليزية: Tropical Ground Squirrel)‏ هو نوع من الحيوانات يتبع جنس الهوقل من فصيلة سنجابية.